# Hend Zouari
Pour les articles homonymes, voir Zouari.
Hend Zouari, née le 13 juin 1981 à Sfax, est une auteure-compositrice, cithariste et chanteuse tunisienne. 

## Biographie
Hend Zouari est issue d'une famille de musiciens réputés. Après des années d'études et de concerts au Maghreb, elle se produit au qanûn sur scène en France et dans de nombreux pays d'Europe.